# Tour de Guangxi Feminino
O Tour de Guangxi Feminino (oficialmente Tour of Guangxi Women's World Tour) é uma corrida profissional feminina de ciclismo em estrada de um dia que se disputa anualmente na região de Guangxi, República Popular da China. É a versão feminina da corrida do mesmo nome e celebra-se no dia da última etapa da sua homónima.
A sua primeira edição correu-se em 2017 como carreira do Calendário UCI Femininoe desde o ano 2018 passou a fazer parte do UCI World Tour Feminino.

## Palmarés
| Ano  | Vencedor                | Segundo         | Terceiro          |           |
| ---- | ----------------------- | --------------- | ----------------- | --------- |
| 2017 | Maria Vittoria Sperotto | Amy Cure        | Lucy van der Haar |           |
| 2018 | Arlenis Sierra          | Hannah Barnes   | Sara Mustonen     |           |
| 2019 | Chloe Hosking           | Alison Jackson  | Marianne Vos      |           |
| 2020 | cancelado               | cancelado       | cancelado         | cancelado |
| 2021 | cancelado               | cancelado       | cancelado         | cancelado |
| 2022 | cancelado               | cancelado       | cancelado         | cancelado |
| 2023 | Daria Pikulik           | Chiara Consonni | Mia Griffin       |           |
| 2024 | Sandra Alonso           | Giada Borghesi  | Marta Lach        |           |
| 2025 |                         |                 |                   |           |

## Palmarés por países
Atualizado após edição de 2023
| País      | Vitórias |
| --------- | -------- |
| Itália    | 1        |
| Cuba      | 1        |
| Austrália | 1        |
| Polónia   | 1        |